# Internacionalismo proletario
El internacionalismo proletario es un concepto enfocado a la teoría de que, al ser el capitalismo un sistema mundial, las clases trabajadoras deben actuar en conjunto para reemplazarlo por el marxismo, esto como parte de una sola lucha en vez de eventos separados. El internacionalismo proletario fue fuertemente abrazado por el primer partido comunista, la Liga comunista, como se explaya a través de su eslogan "¡Proletarios de todos los países, uníos!". Después de la formación de la Unión Soviética, los defensores marxistas del internacionalismo sugirieron que el país podría ser utilizado como una "patria del comunismo" a través de la cual la revolución podría extenderse por todo el mundo.  Aunque la revolución mundial continuó ocupando un lugar destacado en la retórica soviética durante décadas, no reemplazó las preocupaciones internas en la agenda del gobierno, especialmente después de la ascensión de Iósif Stalin. A pesar de esto, la Unión Soviética continuó fomentando lazos internacionales con partidos y gobiernos comunistas y de izquierda en todo el mundo. Jugó un papel fundamental en el establecimiento de varios estados socialistas en Europa del Este después de la Segunda Guerra Mundial y respaldó la creación de otros en Asia, América Latina y África. Los soviéticos también financiaron docenas de insurgencias libradas contra gobiernos colonialistas por movimientos guerrilleros izquierdistas en todo el mundo. Algunos otros estados más tarde ejercieron sus propios compromisos con la causa de la revolución mundial. Cuba frecuentemente enviaba misiones militares internacionalistas al extranjero para defender los intereses comunistas en África y el Caribe.